# 马丁·范克勒维尔德
马丁·范·克勒维尔德（希伯來語：‎，1946年3月25日—）是一位以色列軍事史家和理论家，毕业于耶路撒冷希伯來大學和倫敦政治經濟學院 ，主要作品有《战争的文化》（The Culture of War）等。